# Ватомов, Яков Иосифович
Яков Иосифович Ватомов (1918—1941) — сержант Рабоче-крестьянской Красной Армии, участник боёв на Халхин-Голе и Великой Отечественной войны, Герой Советского Союза (1941).

## Биография
Родился 20 октября 1918 года в деревне Кибирева (ныне — Туринский район Свердловской области) в семье крестьянина.
Окончил семь классов школы, после чего работал трактористом на Туринской машинно-тракторной станции. В 1938 году Ватомов был призван на службу в Рабоче-крестьянскую Красную Армию. Принимал участие в боях на реке Халхин-Гол.

## Великая Отечественная война
С первых дней Великой Отечественной войны — на её фронтах. В звании сержанта Ватомов командовал отделением роты разведки 212-й воздушно-десантной бригады 37-й армии Юго-Западного фронта. Отличился во время боёв в Киевской области.
Во время одного из боёв, заменив собой выбывшего из строя командира взвода, Ватомов успешно руководил действиями подразделения. 12 августа 1941 года у хутора Теремки (ныне — в черте Киева) его взвод уничтожил батарею миномётов противника. В ночь с 13 на 14 августа 1941 года у села Чабаны взводом Ватомова было уничтожено 2 пулемёта и группа вражеских автоматчиков.
Указом Президиума Верховного Совета СССР от 20 ноября 1941 года сержант Яков Ватомов был удостоен высокого звания Героя Советского Союза с вручением ордена Ленина и медали «Золотая Звезда».
В одном из боёв Ватомов был ранен и скончался от полученных ранений 20 декабря 1941 года в эвакогоспитале № 2043. Похоронен в Кисловодске.

## Память
- В честь Ватомова названа улица в Туринске[1].